# Lavry
Lavry (en russe : Лавры) est un village de l'oblast de Pskov en Russie, à la frontière avec l'Estonie et la Lettonie.
C'est le village le plus à l'ouest de la Russie en excluant l'oblast de Kaliningrad.